# Deidamia setigera
Deidamia setigera är en passionsblomsväxtart som beskrevs av Louis René Tulasne. Deidamia setigera ingår i släktet Deidamia och familjen passionsblomsväxter. Inga underarter finns listade i Catalogue of Life.